# Wout Alleman
 Wout Alleman (7 februari 1996) is een Belgische wielrenner, vooral actief in het mountainbiken. Binnen het mountainbiken legt zich voornamelijk toe op de Marathon dicipline. 

## Biografie
In de jeugdreeksen werd Alleman één keer Belgisch kampioen MTB Cross-country, in 2014 als junior. Datzelfde jaar eindigde hij ook als vijfde op het EK en 15e op het WK. Tussen 2015 en 2018 reed Alleman bij de Beloften. In deze periode had hij het moeilijker om deze resultaten door te trekken. Hij behaalde wel goede resultaten in de marathon dicipline van het mountainbiken. Zo werd hij als 19-jarige vice-kampioen op het BK 2015. In 2016 werd hij tweede in de eindstand van de Belgian Mountainbike Challenge. In 2019 maakte hij de overstap naar de elite categorie. Vanaf het seizoen 2021 focust Alleman zich uitsluitend op de Marathon.
In het marathon mountainbiken boekte Alleman in de daaropvolgende jaren verscheidene successen. Zo reeds twee maal Belgisch kampioen (2021 & 2023). In 2023 kroonde hij zich eveneens tot Europees kampioen. Ook won hij al meerdere etappes in de Cape Epic, de belangrijkste meerdaagse rittenkoers in het mountainbiken. Als duo met de Nederlander Hans Becking stond hij in 2024 ook als derde op het eindpodium van deze wedstrijd.

## Palmares

### Rittenkoersen
2021 - 3 zeges
4e etappe Volcat Stage Race
6e etappe Andalucia Bike Race
3e etappe Rioja Bike Race
2022 - 8 zeges
2e etappe Mediterranean Epic
2e, 3e en 4e etappe Andalucia Bike Race
6e etappe Cape Epic
4e etappe 4 Islands MTB Stage Race
3e en 4e etappe BeMC
2023 - 11 zeges
2e, 3e, 4e en 6e etappe Andalucia Bike Race
Eindklassement Andalucia Bike Race
1e etappe Cape Epic
3e en 4e etappe Swiss Epic
2024 - 11 zeges
proloog en 1e etappe Mediterranean Epic
Eindklassement Mediterranean Epic
1e, 3e en 5e etappe Andalucia Bike Race
1e en 2e etappe Cape Epic
1e en 2e etappe Epic Andorra Pyrenees
Eindklassement Epic Andorra Pyrenees
2025 - 11 zeges
1e, 2e en 3e etappe Mediterranean Epic
Eindklassement Mediterranean Epic
2e etappe Cape Epic
proloog, 1e, 2e, 3e en 4e etappe 4 Islands MTB Stage Race
Eindklassement 4 Islands MTB Stage Race

### Marathon
Overwinningen
| 2015   |      | NVT | NVT | Zilver |                               | 0  |  |  |
| 2016   |      | NVT | NVT | 5e     |                               | 0  |  |  |
| 2017   |      | NVT | NVT | DNS    |                               | 0  |  |  |
| 2018   |      | 75e | DNS | DNS    |                               | 0  |  |  |
| 2019   |      | DNS | DNS | Brons  |                               | 0  |  |  |
| 2020   |      | DNS | NVT | Zilver |                               | 0  |  |  |
| 2021   |      | 4e  | DNF | Goud   | Orvieto, Girona, Eijsden      | 3  |  |  |
| 2022   |      | DNS | DNS | DNS    | Roc d'Ardenne                 | 1  |  |  |
| 2023   |      | 12e | ↑   | Goud   | Roc d'Ardenne                 | 3  |  |  |
| 2024   |      | 32e | 30e | Goud   | Roc d'Ardenne, Roc Laissagais | 3  |  |  |
| 2025   | Elba |     |     |        |                               | 1  |  |  |
|        |      |     |     |        |                               |    |  |  |
| Totaal | 1    | 0   | 1   | 3      | 7                             | 14 |  |  |

### Jeugd
Belgisch kampioenschap mountainbike, Cross-country
2014 (junioren)